# Битка за Бахмут
Битка за Бахмут или Битка за Артјомовск — одигравала се између Украјине уз подршку НАТО пакта и Русије уз подршку снага из Доњецке Народне Републике (ДНР) и приватне војне формације Вагнер. Војна операција за град Бахмут, Доњецка област Украјине, у оквиру битке за Донбас званично је почела 1. августа 2022. године. Упркос недостатку великог тактичког и стратешког значаја, Бахмут је постао центар сукоба великих размера између украјинских и руских трупа. Битка за град постала је најдужа у руско-украјинском рату, добивши велики стратешки значај за обе стране.
До 11. маја 2023. године, према руским изворима, снаге руске формације Вагнер су заузеле 100 посто Бахмута. Оружане снаге Украјине и политичко руководство Украјине су се повукли из града. Град је разорен, цивили су се већином иселили. Жртве и губици на обе стране су велики.